# William de Berkeley, 1.º Marquês de Berkeley
William de Berkeley, 1.º Marquês de Berkeley (1426 – 14 de fevereiro de 1492) foi um nobre inglês, que recebeu o epíteto de "The Waste-All" do biógrafo e administrador da família John Smyth de Nibley .  Ele foi enterrado em "St. Augustine's Friars, Londres", de acordo com uma fonte,  mas provavelmente na fundação da família Berkeley da Abadia de St Augustine, Bristol.

Armas de Berkeley: Gules, um chevron entre 10 cruzes pattée 6 em chefe e 4 em base argent

## Descendências e Casamentos
William de Berkley nasceu de James Berkeley, 1.º Barão Berkeley, e Lady Isabel Mowbray  no Castelo de Berkeley  em Berkeley, Gloucestershire, em 1426.  Seu primeiro casamento foi em 1466 com Elizabeth West,  filha de Reginald West, 6.º Barão De La Warr, mas ele obteve o divórcio em 20 de novembro de 1467.  Em novembro de 1468, ele se casou com Joan Strangeways,  filha de Sir Thomas Strangeways e Lady Katherine Neville. Após a morte de sua segunda esposa, ele se casou com Anne Fiennes,  irmã de Thomas Fiennes, 8.º Barão Dacre, em c. 1486 . 

## Títulos
William foi investido como cavaleiro c. 1438 .  William assumiu o título de Barão Berkeley por escrito após a morte de seu pai James Berkeley, 1.º Barão Berkeley em 22 de outubro de 1463. 
Ele foi investido como Cavaleiro Bacharel em 18 de abril de 1475.  Ele foi denominado Visconde de Catherlough (hoje conhecido como Condado de Carlow, Irlanda) entre 1481 e 10 de fevereiro de 1485. 
William foi criado Visconde Berkeley em 21 de abril de 1481, como Conselheiro Privado (PC) em 5 de março de 1482/83 e como Conde de Nottingham em 28 de junho de 1483.  Ele assumiu o cargo vitalício de Conde Marechal e Grande Marechal da Inglaterra em 19 de fevereiro de 1485/86. Finalmente, foi criado Marquês de Berkeley em 28 de janeiro de 1488/89. 

## Deserda irmão
Ele não teve nenhum descendente masculino sobrevivente, portanto o marquesado e seus outros títulos não herdados foram extintos com sua morte, mas ele tinha um irmão mais novo, Maurice Berkeley, 3.º Barão Berkeley . Ele deserdou Maurice, por ter envergonhado a nobre Casa de Berkeley ao se casar, abaixo de seu status, com Isabel Mead, filha de Philip Mead de Wraxall, um vereador e prefeito de Bristol em 1459, 1462 e 1469. 
Para conseguir isso, o castelo, as terras e os senhorios que compunham a Baronia de Berkeley foram atribuídos ao Rei Henrique VII e seus herdeiros homens, caso contrário, ele passaria para seus herdeiros legítimos. Assim, em 1553, com a morte do rei Eduardo VI, neto solteiro de Henrique VII, a herança de Berkeley retornou à família. Portanto, com a morte do 1º Marquês, apenas o título de baronato de jure foi passado para seu irmão mais novo, Maurice, ou seja, ele era Barão Berkeley por direito, se não de fato na posse da propriedade baronial. Os 4º, 5º e 6º barões também eram apenas de jure, com Henrique (falecido em 1613) se tornando de fato o 7º barão em 1553. 

## Realizações
Em 20 de março de 1469/70, ele foi desafiado por Thomas Talbot, 2.º Visconde Lisle, a resolver as reivindicações das propriedades de seu tio-avô Thomas por meio de combate. Thomas foi morto em combate.  A batalha, conhecida como Batalha de Nibley Green, é notável por ser a última batalha travada na Inglaterra inteiramente entre os exércitos privados de magnatas feudais. 